# Automolis seydeliana
Automolis seydeliana är en fjärilsart som beskrevs av Sergius G. Kiriakoff 1953. Automolis seydeliana ingår i släktet Automolis och familjen björnspinnare. Inga underarter finns listade i Catalogue of Life.